# Station Bergerac
Station Bergerac is een spoorwegstation in de Franse gemeente Bergerac.